# Wielki Loch
Wielki Loch (oryg. ukr. Великий Льох) – poemat Tarasa Szewczenki, określany przez autora jako misterium, napisany w 1845. Drukowany pierwszy raz w 1867 w wydaniu zbiorowym dzieł Szewczenki.

## Okoliczności powstania utworu
Inspiracją dla powstania poematu była najprawdopodobniej lektura Dziadów Adama Mickiewicza, jak również romantycznych rosyjskich poematów alegorycznych, określanych przez ich autorów jako misteria. Zdaniem M. Jakóbca na kształt poematu i panującą w nim atmosferę wpłynęła również twórczość Szekspira. Wielki Loch jest również kolejnym utworem z dojrzałego okresu twórczości Szewczenki, który otwiera motto biblijne. Mimo ambiwalentnego stosunku Szewczenki do religii wpływy symboliki chrześcijańskiej i Pisma Świętego są w utworze widoczne – dzieło oparte jest na symbolicznej w Biblii cyfrze 3 (każda z trzech części ma trzech bohaterów), nawiązuje również do Księgi Jeremiasza, przyjmując w niektórych fragmentach stylistykę lamentu nad cierpiącą ojczyzną.
Fabuła poematu nawiązuje również do wydarzenia autentycznego: w 1845 władze carskie nakazały, po pozorem prowadzenia wykopalisk archeologicznych, rozkopać podziemia cerkwi św. Eliasza w Subotowie, pragnąc odnaleźć w nich legendarny sarkofag Bohdana Chmielnickiego. Poszukiwania te zakończyły się fiaskiem: domniemane kosztowności w grobie hetmana nie zostały znalezione, natomiast budynek cerkwi został splądrowany, co wywołało ogromne oburzenie Szewczenki. Niezależnie od coraz bardziej krytycznej oceny postępowania Chmielnickiego i całej Kozaczyzny uważał on wydarzenia w Subotowie za świadomą profanację miejsca pamięci narodowej Ukraińców.
Za moment ostatecznego ukończenia prac nad Wielkim Lochem uważana jest data 21 października 1845, kiedy również powstał wiersz Szewczenki Stoi we wsi Subotowie, traktowany przez autora jako epilog dla poematu. Sam Wielki Loch jest jedynym utworem ze zbioru Trzy lata, który nie został przez autora opatrzony jednoznaczną datą ukończenia. Skłania to autorów Шевченківського словника do uznania Stoi we wsi Subotowie za integralną część dzieła.

## Treść

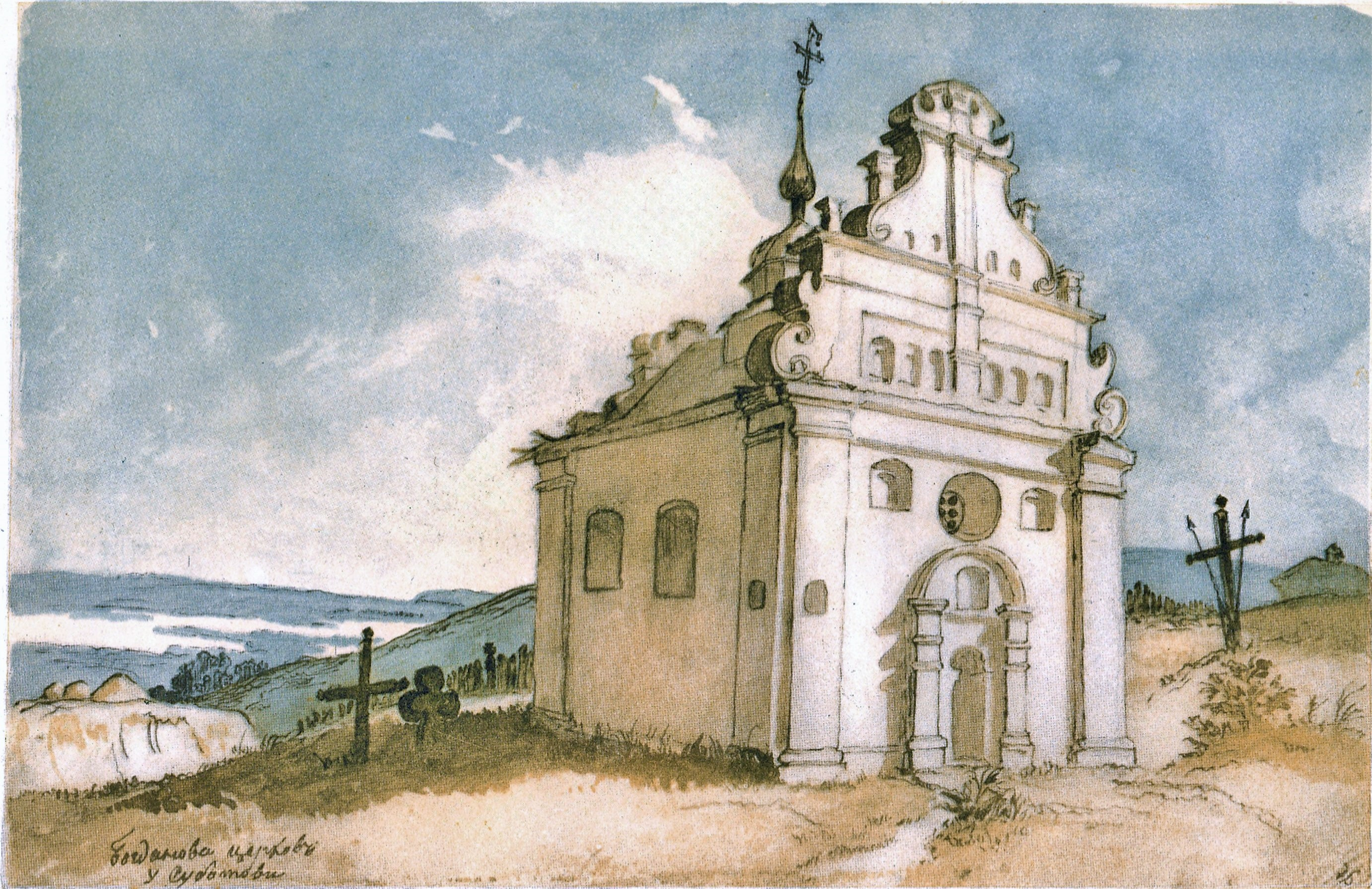
Cerkiew w Subotowie, akwarela Tarasa Szewczenki

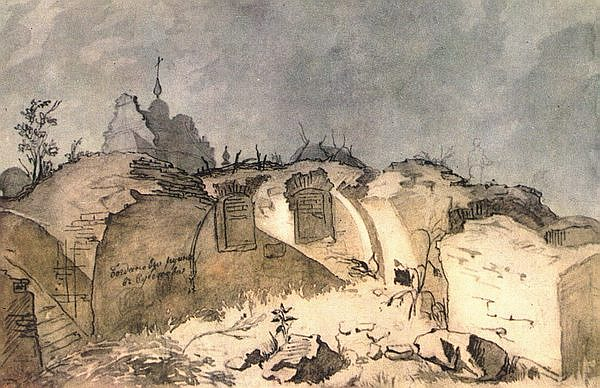
Ruiny Subotowa, rysunek Tarasa Szewczenki

### Trzy dusze
Na krzyżu wieńczącym budynek cerkwi w Subotowie siedzą trzy ptaki, symbolizujące trzy dusze. Zapowiadają one, że już wkrótce trafią do nieba, gdyż Bóg zapowiedział świętemu Piotrowi, że może tam je wpuścić, gdy "Moskale" rozkopią Wielki Loch – podziemia cerkwi w Subotowie, wsi należącej niegdyś do Bohdana Chmielnickiego. Następnie każda z dusz opowiada o swoim ziemskim życiu. Pierwsza z nich określa się jako Prysia, dziewczyna z Subotowa. Wspomina, jak dorastała razem z synem Chmielnickiego Jerzym. Tłumaczy również, dlaczego nie została wpuszczona do nieba – w dniu, gdy Chmielnicki udawał się do Perejasławia, by podpisać ugodę z Rosją, przeszła z konewką wody przez drogę, co według ludowego przesądu miało przynieść powodzenie tym, których mijała. Woda okazała się zatruta i stała się przyczyną śmierci zarówno Prysi, jak i całej jej rodziny. Druga z dusz opowiada o tym, że przyczyną jej tragicznego losu po śmierci był fakt, że w czasie powrotu Piotra I spod Połtawy zgodziła się napoić konia cara. Z kolei trzecia z nich zmarła jeszcze jako niemowlę, gdy uśmiechnęła się na widok carycy Katarzyna II przejeżdżającej statkiem po Dnieprze.

### Trzy wrony
Przez nieokreśloną bliżej przestrzeń przelatują trzy wrony. Chwalą się, jak wiele nieszczęść zdołały wywołać, odwołując się metaforycznie do budowy Petersburga, spalenia Baturyna przez wojska Piotra I, zniszczenia Kozaczyzny. Wreszcie pierwsza z nich tłumaczy pozostałym, dlaczego wezwała je akurat tej nocy do Subotowa. Zapowiada, że chce pokazać im rozkopany Wielki Loch oraz zapowiada wydarzenie o szczególnej wadze: tej nocy mają narodzić się bliźnięta, z których jedno – porównane do Iwana Gonty – stanie na czele powstania, zaś drugie będzie je tłumić. Wrony zastanawiają się, jak unieszkodliwić pierwszego z mających przyjść na świat chłopców, stwierdzając, że dotychczasowe sposoby – przekupstwo i zaszczyty otrzymane od cara – mogą okazać się nieskuteczne.

### Trzej lirnicy
Do Subotowa zmierzają trzej wędrowni lirnicy, zamierzający śpiewać ludziom tradycyjne pieśni o Chmielnickim. Gdy docierają na miejsce, postanawiają najpierw się zdrzemnąć. W tym czasie na polecenie lokalnych władz rosyjskich zaczyna się rozkopywanie podziemi pod cerkwią w Subotowie. Zamiast spodziewanych skarbów oczom kopiących ukazuje się jednak zbity garnek, zgniły żłób i zakuty w kajdany szkielet. Zirytowany kierujący pracami Rosjanin nakazuje ich wychłostać. Podmiot liryczny konkluduje jednak, że "Moskale" i tak nie znaleźli poszukiwanego Wielkiego Lochu, gdyż podziemia pod cerkwią były – wbrew pozorom – miejscem nic nie znaczącym.

## Cechy utworu

### Styl i forma dzieła
Wielki Loch jest dziełem ściśle związanym z tradycją romantyczną, bliską zwłaszcza Dziadom Adama Mickiewicza. W utworze wyraźnie współistnieją ze sobą światy rzeczywisty i fantastyczny, wydarzenia historyczne łączą się z ludowymi przesądami, światy umarłych i żywych pozostają w ciągłej interakcji, zaś cały przebieg dziejów jawi się jako walka metafizycznych sił dobra z siłami zła. Poemat posługuje się językiem symboli i znaków, ukrywając za szeregiem metaforycznych obrazów wyraźne przesłanie ideologiczne, kontynuując myśli zawarte w innych poematach politycznych ze zbioru Trzy lata (Sen, Kaukaz).
Metafizyczny charakter poematu widoczny jest zwłaszcza w części drugiej i kończącym ją proroctwie – zapowiedź narodzin dwóch braci bliźniaków, szaleństwa ich matki i nadania obu imienia Iwan nie została jednoznacznie odczytana i zinterpretowana. Jerzy Jędrzejewicz uważa, że fragment ten stanowi nawiązanie do przepowiedni narodzin mściciela Polski zawartej w Dziadach, jak również wskazuje, że każdy naród nosi w sobie zarówno siły ułatwiające mu przetrwanie, jak i siły destrukcyjne.

### Symbolika utworu
Wielki Loch wyraźnie atakuje carat i jego stosunek do Ukrainy. Szewczenko wskazuje jednak nie tylko na działania władz rosyjskich zmierzające do rusyfikacji Ukraińców, ale i na inne przyczyny obecnej sytuacji ziem ukraińskich, w tym na błędne działania czy wręcz otwartą zdradę narodową podejmowaną przez samych Ukraińców. Trzy "przeklęte pokolenia" symbolizują trzy dusze z pierwszej części dzieła. Jedno z nich popełniło błąd, zawierając ugodę z carem, drugie – sprzymierzając się z Piotrem I, trzecie zaś – wierząc w dobre zamiary Katarzyny II wobec Kozaczyzny. Jednak za największy błąd kolejnych pokoleń swoich rodaków Szewczenko uważał nieświadomość wagi własnych działań w skali ogólnohistorycznej. Dlatego trzy dusze, choć popełniały grzechy nieświadomie, nie mogą wejść do nieba, dopóki trwają ich tragiczne skutki.
Z kolei Trzy wrony ukazują metafizyczne ciemne siły, które przyczyniły się do obecnego stanu Ukrainy. Pierwsza miała wszczepiać Kozakom, a następnie Ukraińcom, cechy sprzyjające ich niewierności ojczyźnie, powodując, że stawali się wiernymi poddanymi króla polskiego lub cara. Druga podpowiadała władzom polskim błędną politykę wobec Kozaczyzny, zaś trzecia skłaniała carów do coraz brutalniejszego ucisku swoich poddanych. Poeta podkreśla jednak, że ciemne siły będą bezradne wobec prawdziwego, ludowego powstania, którego wybuch jest nieunikniony.
Równie silnej krytyce zostają poddani przez Szewczenkę jego rodacy, symbolizowani przez trzech wędrownych lirników. Śpiewacy ci, którzy do tej pory utożsamiani byli z podtrzymywaniem ducha wśród Kozaków, a następnie Ukraińców, w utworze są zaprzeczeniem swojego własnego mitu – odrażający fizycznie, leniwi, pragną jedynie szybko i łatwo zarobić na najważniejsze potrzeby. W ten sposób karykaturalnie przedstawieni zostają wykształceni Ukraińcy, którzy zamiast stanąć na czele ruchu narodowego nie wierzą w możliwości odniesienia przezeń sukcesu, pragną jedynie spokojnego życia, bez narażania się rządowi carskiemu.
Całość kończy się jednak w sposób bardziej optymistyczny: tytułowy Wielki Loch nie został zbezczeszczony przez Rosjan, którzy kopiąc w niewłaściwym miejscu znaleźli jedynie bezwartościowe odpadki. Poeta podkreśla w ten sposób, że prawdziwe ukraińskie ideały narodowe – mimo wszystkich przeciwności losu – nadal zatem trwają i mogą odrodzić się w społeczeństwie, zaś moment narodzenia się nowego przywódcy Ukraińców i odzyskania przez nich wolności jest bliski.